# Émeraude à queue étroite
Chlorostilbon stenurus
Espèce
Statut de conservation UICN

 LC  : Préoccupation mineure
Statut CITES
L'Émeraude à queue étroite (Chlorostilbon stenurus) est une espèce de colibris de la sous-famille des Trochilinae et de la tribu des Trochilini.

## Distribution
L'Émeraude à queue étroite occupe une aire restreinte dans les régions montagneuses du nord de la Colombie et de l'ouest du Venezuela.

Carte de répartition de l'espèce